# Allen Forte
Allen Forte (Portland, 23 dicembre 1926 – Hamden, 16 ottobre 2014) è stato un teorico musicale e musicologo statunitense. Era professore emerito di teoria musicale presso Università Yale e specializzato in musica atonale del XX secolo e analisi musicale.

## Biografia
Forte nacque a Portland, Oregon. All'età di dieci anni apparve "in uno spettacolo radiofonico [locale] come pianista solista in mezzo ad una folla di artisti altrettanto giovani", dove ha suonato la musica di Cole Porter ed altri. È stato arruolato nella Marina degli Stati Uniti e prestò servizio nella Guerra del Pacifico verso la fine della seconda guerra mondiale.
In seguito, si trasferì a New York per studiare musica alla Columbia University, dove conseguì la laurea, il master e il dottorato. Lì studiò composizione con Otto Luening e Vladimir Ussachevsky, sebbene i suoi interessi principali si stessero focalizzando sulla teoria e l'analisi della musica.

## Carriera accademica
Alla fine degli anni '50 Forte insegnò musica in varie istituzioni di New York: il Columbia University Teachers College, la Manhattan School of Music e il Mannes College of Music. Nell'autunno del 1959 iniziò il suo incarico a lungo termine a Yale, dove alla fine divenne "Battell Professor of Music" (ritirandosi nel 2003). Fu importante sia come studioso che come insegnante e in quest'ultima veste fu supervisore di settantadue tesi di dottorato completate tra il 1968 e il 2002. (Yale non offriva un dottorato di ricerca in teoria per i primi anni in cui Forte era lì.) Un elenco di tutti i suoi consiglieri di dottorato e dei loro titoli di tesi appare in "David Carson Berry, "The Twin Legacies of a Scholar-Teacher: The Publications and Dissertation Advisees of Allen Forte," Gamut 2/1 (2009), 197-222. L'elenco è ordinato cronologicamente per data di presentazione e ad ogni consigliere di dottorato viene assegnato un numero "FA" per indicare il suo ordine tra i consulenti. ("FA" sta per "Forte Advisee" (Consigliere di Forte) ed è anche una versione retrograda delle iniziali di Allen Forte.)

## Pubblicazioni
Forte è noto per il suo libro The Structure of Atonal Music (La struttura della musica atonale, 1973), dove si rintracciano molte delle sue radici in un articolo di un decennio prima: A Theory of Set-Complexes for Music (Una teoria degli insiemi complessi per la musica, 1964). In questi lavori egli "applicava i principi della teoria degli insiemi all'analisi di raccolte non ordinate di classi di toni, chiamate insiemi di classi di pitch (pc sets). [...] L'obiettivo fondamentale della teoria di Forte era di definire le varie relazioni esistenti tra le serie pertinenti di un'opera, in modo da poter dimostrare la coerenza contestuale ". Anche se la metodologia derivata dal lavoro di Forte "ha avuto i suoi detrattori... i libri di testo sull'analisi post-tonale ora la insegnano abitualmente (a vari livelli)"
Forte ha pubblicato analisi delle opere di Webern e Berg ed ha scritto sull'analisi schenkeriana e sulla musica del Great American Songbook. Una bibliografia completa e annotata delle sue pubblicazioni appare nell'articolo precedentemente citato, Berry, The Twin Legacies of a Scholar-Teacher. Escludendo gli articoli redatti solo da Forte, elenca dieci libri, sessantatré articoli e trentasei pubblicazioni di altro tipo, dal 1955 all'inizio del 2009.
Forte fu anche editorialista del Journal of Music Theory durante un periodo importante del suo sviluppo, dal volume 4/2 (1960) all'11/1 (1967). Il suo impegno con il diario, inclusi molti dettagli biografici, è affrontato in Journal of Music Theory under Allen Forte's Editorship, Journal of Music Theory 50/1 (2006): 7-23 di David Carson Berry.

## Onorificenze e premi
È stato onorato da due Festschriften (volumi di omaggi). Il primo, in commemorazione del suo settantesimo compleanno, fu pubblicato nel 1997 e curato dai suoi ex studenti James M. Baker, David W. Beach e Jonathan W. Bernard (FA12, FA6 e FA11, secondo l'elenco di Berry). È intitolato Music Theory in Concept and Practice (un titolo derivato dal libro di testo universitario di Forte del 1962, Tonal Harmony in Concept and Practice). Il secondo è stato serializzato in cinque puntate di Gamut: The Journal of the Music Theory Society of the Mid-Atlantic, tra il 2009 e il 2013. È stato curato dall'ex studente di Forte David Carson Berry (FA72) ed è stato intitolato A Music-Theoretical Matrix: Essays in Honor of Allen Forte (un titolo derivato dalla monografia di Forte del 1961, A Compositional Matrix). Comprendeva ventidue articoli di ex consiglieri di dottorato di Forte e tre caratteristiche speciali: un articolo inedito di Forte sulle canzoni di Gershwin; una raccolta di omaggi e reminiscenze di quarantadue dei suoi ex consiglieri e un registro annotato delle sue pubblicazioni e dei suoi consulenti.

## Vita privata
Forte era sposato con la pianista francese Madeleine (Hsu) Forte Archiviato il 5 aprile 2018 in Internet Archive., professoressa emerita di pianoforte alla Boise State University.